# Witki (województwo wielkopolskie)
Witki – kolonia w Polsce położona w województwie wielkopolskim, w powiecie krotoszyńskim, w gminie Krotoszyn.
Witki wchodzą w skład sołectwa Baszyny.
W latach 1975–1998 Witki położone były w województwie kaliskim.
Przed 2023 r. miejscowość była częścią wsi Baszyny